# Mistrzostwa Europy w Lekkoatletyce 1934 – bieg na 5000 m mężczyzn
Bieg na dystansie 5000 metrów mężczyzn był jedną z konkurencji rozgrywanych podczas I Mistrzostw Europy w Turynie. Bieg finałowy został rozegrany 9 września 1934 roku. Zwycięzcą tej konkurencji został francuski zawodnik Roger Rochard. W rywalizacji wzięło udział trzynastu zawodników z dziesięciu reprezentacji.

## Finał
| Place | Athlete              | Time    |
| ----- | -------------------- | ------- |
| 1     | Roger Rochard        | 14:36,8 |
| 2     | Janusz Kusociński    | 14:41,2 |
| 3     | Ilmari Salminen      | 14:43,6 |
| 4     | Lauri Virtanen       | 14:47,6 |
| 5     | Salvatore Mastroieni | 15:00,6 |
| 6     | János Kelen          | 15:06,6 |
| 7     | Nello Bartolini      | 15:26,0 |
| 8     | Eduard Prööm         | 15:35,0 |
| 9     | Jenő Szilágyi        | 15:43,0 |
| 10    | Voldemārs Vītols     | 15:52,0 |
| 11    | Emil Muller          | b. d.   |
| 12    | Christiaan Petit     | b. d.   |
| 13    | Jozef Koscák         | 16:10,0 |